# Manic Miner
Manic Miner — игра в жанре платформера, первоначально созданная Мэтью Смитом (Matthew Smith) и выпущенная для ZX Spectrum в 1983 году. Игра стала первой в серии про шахтёра Вилли и одной из первых игр в жанре платформера. Позже игра была портирована на ряд других домашних компьютеров и игровых приставок. Следующие игры серии — Jet Set Willy (1984) и Jet Set Willy II (1985). На создание игры оказала влияние игра Miner 2049er (1982) для Atari 400/800.
Для того времени, игра сильно выделялась наличием музыки и эффектов во время игры, отличной играбельностью и хорошо проработанной цветной графикой, приспособленной под ограничения графического режима ZX Spectrum.
Эта была первая игра на ZX Spectrum с биперной музыкой, воспроизводимой непосредственно во время игры — проигрывание звука требовало постоянного внимания процессора, поэтому это считалось невозможным. В Manic Miner это достигалось тем, что процессор постоянно переключался между музыкой и игровым процессом, и иногда интенсивность игры оказывала влияние на музыкальный ритм. В процессе игры играла мелодия «В пещере горного короля» Эдварда Грига; для титульного экрана играла вариация на тему «На прекрасном голубом Дунае» Иоганна Штрауса.

## Портированные версии
Официально портированные версии были выпущены для Commodore 64, Commodore 16, Amstrad CPC, BBC Micro, Dragon 32/64, Commodore Amiga, Oric 1, Game Boy Advance, MSX, SAM Coupé и мобильных телефонов.
Неофициальные порты существуют для Windows, DOS и Linux, Apple Macintosh, Atari ST, ZX81, Sony PlayStation, Nintendo 64, Neo Geo Pocket Color, Acorn Archimedes, Orao, Z88, PMD 85, HP48 и Microsoft Zune.